# The Times (Shreveport)
The Times è un quotidiano statunitense fondato nel 1871 a Shreveport, in Louisiana. La sua area di distribuzione comprende dodici parrocchie nel nord-ovest della Louisiana e tre contee del Texas orientale. Si concentra su questioni che interessano il mercato Shreveport-Bossier e comprende rapporti investigativi, notizie della comunità, arte e intrattenimento, politica, istruzione, sport, affari e religione, insieme a opinioni / commenti locali. Il suo sito Web fornisce aggiornamenti di notizie, video, gallerie fotografiche, forum, blog, calendari di eventi, intrattenimento, annunci, concorsi, database e un motore di ricerca regionale. I contenuti di notizie locali prodotti da The Times sono disponibili gratuitamente sul sito Web per sette giorni.

## Storia
Dal 1895 al 1991, The Times ha avuto come principale concorrente dal lunedì al sabato il quotidiano del pomeriggio Shreveport Journal, oggi non più attivo. I giornali furono successivamente stampati allo stesso indirizzo 222 di Lake Street e condividevano i lati opposti dell'edificio, ma le due redazioni erano completamente separate e indipendenti l'uno dall'altro. L'editore del Journal Charles T. Bearid, a partire dal 30 marzo 1991, ha chiuso la testata per ragioni finanziarie derivanti da una diffusione nettamente ridotta. Successivamente sulle colonne del Times è apparso un editoriale fino al 31 dicembre 1999 chiamato "The Journal Page".
A partire da ottobre 2017, The Times non è più stato stampato in loco perché il centro di distribuzione di Shreveport ha chiuso per ridurre i costi di produzione e manodopera. Il Times invece è stampato presso un'altra testata di proprietà della Gannett, il Longview News-Journal a Longview, Texas. Il Monroe News-Star, che era stampato a Shreveport, è stampato presso la tipografia del The Clarion-Ledger di Jackson, Mississippi.

## Sezioni
- Main news (prima sezione)
- Local
- Sports
- Classifieds
- Outlook (Domeniche)
- Flavor (Mercoledì)
- Arts, culture and entertainment (Martedì)
- Lagniappe (Home, garden and weekend guide) (Venerdì)
- Autos (Sabati e domeniche)
- Living (Domeniche)
- Real Estate (Domeniche)
- CareerBuilder (Domeniche)
- Business (Domeniche)
- Comics + TV Times (Domeniche)
- High School Sports (nelle sezioni sportive nei venerdì e nei sabati)
- LSU section (nelle sezioni sportive nei sabati)
- NFL section (nelle sezioni sportive nei lunedì)